# (22537) Meyerowitz
Meyerowitz (asteroide 22537) es un asteroide de la cinturón principal, a 2,5310988 UA. Posee una excentricidad de 0,0726061 y un período orbital de 1 646,88 días (4,51 años).
Meyerowitz tiene una velocidad orbital media de 18,02894445 km/s y una inclinación de 4,20129º.
Este asteroide fue descubierto en 20 de marzo de 1998 por LINEAR.